# Wehrkreis IV (Dresden)

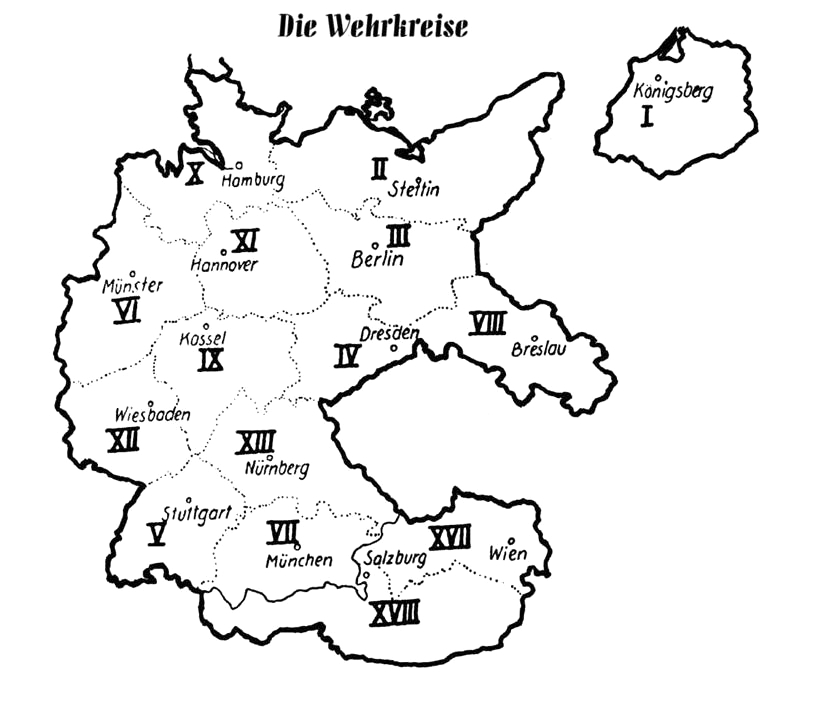
Die Wehrkreise des Deutschen Reiches nach dem „Anschluss“ Österreichs

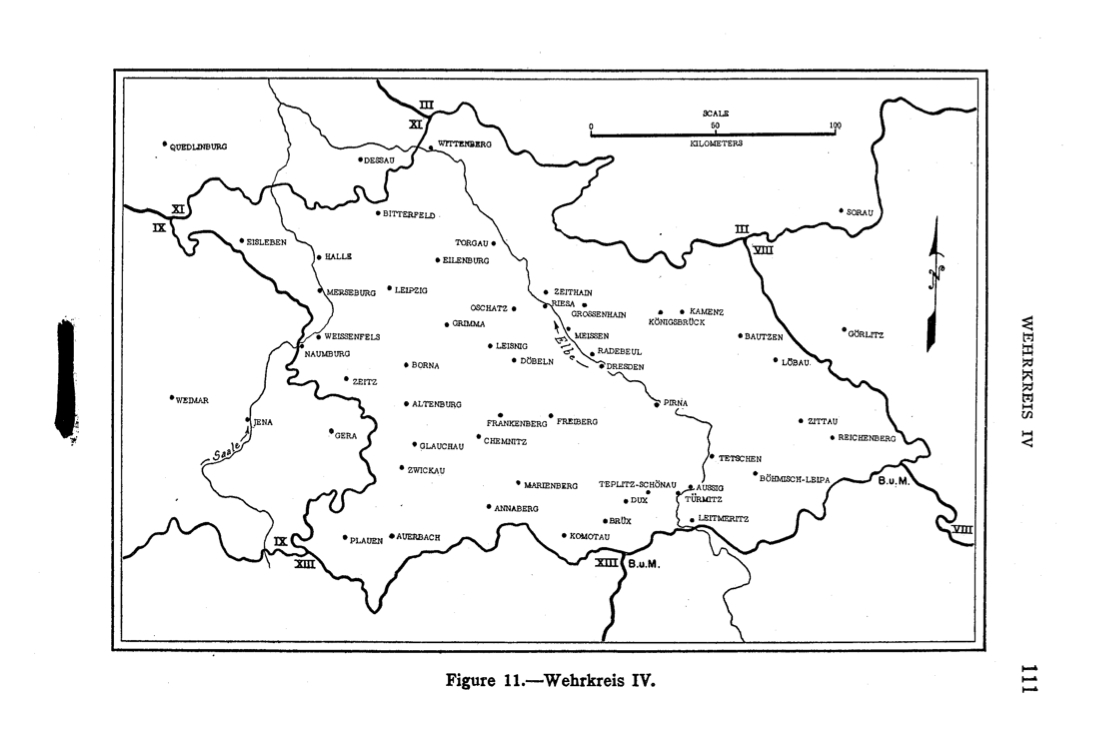
Karte des Wehrkreises IV (1944)

Der Wehrkreis IV (Dresden) war eine territoriale militärische Verwaltungseinheit während der Zeit der Weimarer Republik und später des nationalsozialistischen Deutschen Reiches. Der Wehrkreis bestand von 1920 bis 1945. Ihm oblag die militärische Sicherung des Gebiets von Sachsen und die Ersatzgestellung und Ausbildung von Teilen des Heeres der Reichswehr bzw. der Wehrmacht in diesem Gebiet. Der Wehrkreis IV umfasste drei Wehrersatzbezirke (Dresden, Chemnitz und Leipzig).  Das Hauptquartier befand sich in Dresden.

## Wehrkreiskommando IV

### Marineverbindungsoffiziere der Skl
Aus der Seekriegsleitung (Skl) wurden sogenannte Marineverbindungsoffiziere entsandt. Diese waren u. a.:
- Otto Feldmann

## Befehlshaber
Die Befehlshaber des Wehrkreises IV waren:
- Paulus von Stolzmann (1920–1921)
- Alfred Müller (1921–1925)
- Richard von Pawelsz (1925–1926)
- Erich Wöllwarth (1926–1928)
- Edwin von Stülpnagel (1929–1931)
- Curt Ludwig von Gienanth (1931–1933)
- Wilhelm List (1933–1938)
- Viktor von Schwedler (1938–1939)
- Alexander von Falkenhausen (1939–1940)
- Erich Wöllwarth (1940–1942)
- Walter Schroth (1942–1943)
- Viktor von Schwedler (1943–1945)
- Hans Wolfgang Reinhard (1945)
- Walter Krüger (1945)